# Socialisme autoritaire

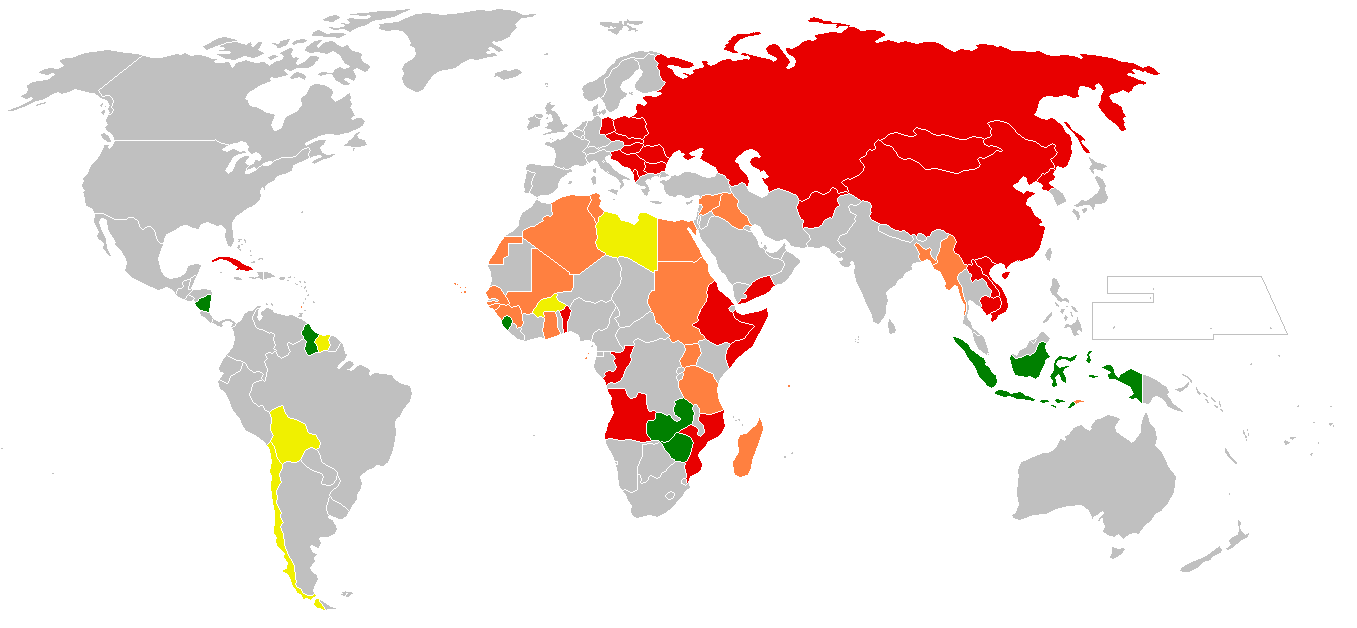
Carte mondiale des pays socialistes

Le socialisme autoritaire, ou socialisme d'en haut, est un système économique et politique soutenant une certaine forme d'économie socialiste tout en rejetant le libéralisme politique. En tant que terme, il représente un ensemble de systèmes économico-politiques se décrivant comme socialistes et rejetant les concepts libéraux-démocratiques de politique multipartite, de liberté de réunion, d'habeas corpus et de liberté d'expression, soit par peur de la contre-révolution ou comme un moyen à des fins socialistes. Plusieurs pays, notamment l'Union soviétique, la Chine et leurs alliés, ont été décrits par des journalistes et des universitaires comme des États socialistes autoritaires,,.
Contrairement à l'aile anti-autoritaire, anti-étatiste et libertaire du mouvement socialiste, le socialisme autoritaire englobe certaines formes de socialisme africain, socialisme arabe et latino-américain. Bien que considérés comme une forme autoritaire ou non libérale de socialisme d'État , souvent désignés et confondus avec le socialisme par les critiques et présentés comme une forme de capitalisme d'État par les critiques de gauche, ces États étaient idéologiquement marxistes-léninistes et se sont déclarées démocraties ouvrières et paysannes ou populaires. Les universitaires, commentateurs politiques et autres universitaires ont tendance à faire la distinction entre les États socialistes autoritaires et les États socialistes démocratiques, le premier représentant le bloc soviétique et le second représentant les pays du bloc occidental qui ont été gouvernés démocratiquement par des partis socialistes tels que la Grande-Bretagne, la France, la Suède et les social-démocraties occidentales en général, entre autres.
S'il trouve son origine dans le socialisme utopique prôné par Edward Bellamy et identifié par Hal Draper comme un socialisme par le haut, il a été massivement associé au modèle soviétique et opposé ou comparé au capitalisme autoritaire,,,,.
Si le socialisme autoritaire était caractéristique des régimes soviétisés, certains régimes non-marxistes et n'aillant aucune influence soviétique formelle ont pu également utiliser le socialisme autoritaire comme le Parti Baas syrien et irakien.

## Idéologies prônant le socialisme autoritaire
- Le marxisme-léninisme et le stalinisme sous l'Union soviétique et les pays du Pacte de Varsovie.
- Le sandinisme nicaraguéen.
- Le baasisme syrien.
- Le nationalisme révolutionnaire sous Juan Velasco Alvarado au Pérou.
- Le nassérisme égyptien.
- Le juche nord-coréen.